# Dżesika
Dżesika, Jessica – imię żeńskie o prawdopodobnie hebrajskiej etymologii.
Imię Jessica nosiła jedna z postaci Kupca weneckiego Szekspira. Poeta prawdopodobnie zaczerpnął je od imienia biblijnej Jiski, córki Harana (Rdz 11,29). Imię to weszło w Polsce w szerszy użytek w latach 70. XX w. z języka angielskiego i jest zapisywane w wielu różnych wariantach, z których najpopularniejsze to Jessica oraz Dżesika.
Wśród imion nadawanych nowo narodzonym dzieciom w Polsce, Dżesika w 2017 r. zajmowała 252. miejsce w grupie imion żeńskich (15 nadań w 2017 r.). Forma Jessica znalazła się na 132. miejscu (108 nadań).
Dżesika imieniny obchodzi 4 listopada.
Znane osoby o tym imieniu:
- Jessica Alba – aktorka amerykańska
- Jessica Biel – aktorka amerykańska
- Jessica Brown Findlay – aktorka brytyjska
- Jessica Chastain – aktorka amerykańska
- Jessica Diggins – biegaczka narciarska amerykańska
- Dżesika Jaszek – polska piłkarka, mistrzyni Europy do lat 18
- Jessica Lange – aktorka amerykańska
- Jessica Lindell-Vikarby – narciarka alpejska szwedzka
- Jesika Malečková – czeska tenisistka
- Jessica Mauboy – piosenkarka australijska
- Jessica Pegula – amerykańska tenisistka
- Jessicah Schipper – pływaczka australijska
- Jessica Schwarz – aktorka niemiecka
- Jessica Simpson – piosenkarka amerykańska
- Jessica Stevenson – aktorka brytyjska
- Jessica Sutta – jedna z wokalistek zespołu The Pussycat Dolls
- Jessica Tandy – aktorka amerykańska pochodzenia brytyjskiego
- Jessica Capshaw – aktorka amerykańska
- Jessica Cornish – piosenkarka brytyjska